# Club Almagro
Il Club Almagro, o semplicemente Almagro, è una società polisportiva argentina con sede ad Almagro, un barrio di Buenos Aires. La sua sezione calcistica milita nella Primera B Nacional, la seconda serie del calcio argentino.

## Storia
Il club venne fondato il 6 gennaio 1911, a seguito della fusione di tre società locali - il Jubile, il San Martín Juniors e il Lezica - con il nome di Almagro, per poi assumere l'attuale denominazione nel 1916. Un anno dopo si affiliò all'AFA, e giocò per la prima volta in massima serie nel 1938.
Nella sua storia ha militato perlopiù in seconda divisione. Ha disputato due campionati in Primera División, nel 2000-2001 e nel 2004-2005, venendo retrocesso in entrambi i casi dopo una sola stagione.

## Stadio
Sebbene la sua sede si trovi nel quartiere di Almagro, lo stadio Tres de Febrero invece è situato fuori dai confini della capitale, più precisamente a José Ingenieros, nel partido di Tres de Febrero, in provincia di Buenos Aires. Ha una capienza di 19.000 spettatori.

## Organico

### Calciatori in rosa
Aggiornato al 17 settembre 2019
| N. |                      | Ruolo | Calciatore                                   |
| -- | -------------------- | ----- | -------------------------------------------- |
|    | Argentina (bandiera) | P     | Lucas Calviño                                |
|    | Argentina (bandiera) | P     | Fermín Holgado                               |
|    | Argentina (bandiera) | P     | Christian Limousin                           |
|    | Argentina (bandiera) | D     | Ramiro Arias                                 |
|    | Argentina (bandiera) | D     | Nicolás Arrechea                             |
|    | Argentina (bandiera) | D     | Nahuel Basualdo                              |
|    | Uruguay (bandiera)   | D     | Sebastián Diana                              |
|    | Argentina (bandiera) | D     | Marco Lambert                                |
|    | Argentina (bandiera) | D     | Santiago López (in prestito dal San Lorenzo) |
|    | Argentina (bandiera) | D     | Luis Lorenzo                                 |
|    | Argentina (bandiera) | D     | Norberto Paparatto                           |
|    | Argentina (bandiera) | C     | Brian Benítez (in prestito dal San Lorenzo)  |
|    | Argentina (bandiera) | C     | Lucas Bossio                                 |
|    | Argentina (bandiera) | C     | Alejandro Gallego                            |
|    | Argentina (bandiera) | C     | Germán Herrera                               |

| N. |                      | Ruolo | Calciatore                                     |
| -- | -------------------- | ----- | ---------------------------------------------- |
|    | Argentina (bandiera) | C     | Gonzalo Jaque (in prestito dal San Lorenzo)    |
|    | Argentina (bandiera) | C     | Iván Kabobel                                   |
|    | Argentina (bandiera) | C     | Maxmiliano Rueda                               |
|    | Argentina (bandiera) | C     | Patricio Toranzo                               |
|    | Argentina (bandiera) | C     | Gustavo Turraca                                |
|    | Argentina (bandiera) | C     | Lucas Wilchez                                  |
|    | Argentina (bandiera) | A     | Ramiro Ausa                                    |
|    | Argentina (bandiera) | A     | Agustín Coscia                                 |
|    | Argentina (bandiera) | A     | Ezequiel Denis (in prestito dal Independiente) |
|    | Argentina (bandiera) | A     | Román Martinangeli                             |
|    | Argentina (bandiera) | A     | Juan Manuel Martínez                           |
|    | Argentina (bandiera) | A     | José Méndez                                    |
|    | Argentina (bandiera) | A     | Facundo Suarez                                 |
|    | Argentina (bandiera) | A     | Jonathan Torres                                |

## Rose delle stagioni precedenti
- 2011-2012

## Palmarès

### Competizioni nazionali
- Primera B Nacional: 4

1937, 1968, Clausura 1996, Clausura 2004
- Primera C Metropolitana: 1

1971

### Altri piazzamenti
- Campionato argentino:

Secondo posto: 1931 (AAF)
Terzo posto: 1925 (AAm)
- Primera B Nacional:

Secondo posto: 2003-2004
Terzo posto: 1999-2000
- Copa de Competencia Asociación Amateurs:

Finalista: 1920, 1924